# Manno Miltiades
Manno Miltiades (Pancsova, 1879. március 3. – Budapest, 1935. február 16.) magyar sportember, grafikus, festő- és szobrászművész. Petschacher Gusztáv veje.

## Életútja
Manno Miltiades a huszadik század első harmadának különös művész-polihisztora, és egyfajta allround sportembere – úszott, futott, válogatott evezős, atléta, de volt labdarúgó, valamint a kerékpáros, síelő sportágakban is szép sikereket ért el. Karikatúrái már az aktív sport-időszaka alatt is elhíresültek. Karikaturistaként dolgozott a korabeli élclapokban, miközben jó festőként portrékat, egész alakos figurákat festett, és szobrai, egyebek között a Birkózók, ma már felbecsülhetetlen értéknek számítanak, maradandó alkotásoknak bizonyultak. Plakátjai, reklámlapjai a korra jellemző tematikájú, ugyanakkor igényes, jól megkomponált, kifejező, és hatásos, vagyis az utca művészetének remek alkotásai.
Emigráns görög família leszármazottjaként, már kora ifjúságában szép sikereket ért el az iskolai, majd az országos junior bajnokságokon. A millenniumi időkben már mint a Magyar Úszó Egyesület tagja, aktívan részt vett országos versenyeken, teltek múltak az évek és a népszerű „Milti”-t – ahogy barátai ismerősei és sporttársai ismerték – már mint futóbajnok szerepelt versenyeken, majd a Budapesti Torna Club (BTC) labdarúgócsapatának középcsatára lett. 1901-02-ben az első két magyar bajnokság gólkirálya volt és csapatával, a BTC-vel megnyerte a bajnokságot is, ekkor lett válogatott labdarúgó. 1901-ben 17 gólt lőtt 6 mérkőzésen, ami azóta is megdöntetlen rekord. Egy nap kerékpárra ült, és abban is bajnok lett, ugyanis 1898-ban, az akkor legjelentősebb hazai kerékpárverseny, a siófok–budapesti táv első helyezettjeként ünnepelték a célnál.
Milti egyik télen feltűnt a városligeti jégen, és hamarosan a téli versenysportágak akkoriban kialakuló új műfajának, a gyorskorcsolyázásnak egyik első rekordere lett. Részt vett az első magyar gyorskorcsolyázó bajnokságon, az 1900-as “Nemzeti Bajnokság”-on. A magyar gyorskorcsolyázó bajnokságon egyébként már akkor az indulásnál ugyanazokat a versenytávokat kellett teljesíteni a versenyzőknek, mint a világversenyeken: az 500, 1500, 5000 és 10000 méteres távokat. 1903-ban már a magyar színeket képviselte Krisztiániában (Oslo), ahol második helyezést ért el az Európa-bajnokságon, és bronzérmet nyert a szentpétervári világbajnokságon. Később 1905-ben a davosi gyorskorcsolyázó Európa-bajnokságon ismét ezüstérmet nyert. Sőt az egyik hazai versenyen elért eredményével rákerült a Magyar Gyorskorcsolyázók Örökranglistájára, (BKE színeiben, 47.6 - Budapest 1908.02.0.)
A nyarak újabb kihívásaként Milti kipróbált más vízi sportot is, hajóba szállt, és a versenyeken akkor is nyert. 1902-től egyébként a Pannonia Evezős Egyletben evezett. Egypárevezős hajóban 1906-ig 11 magyar bajnokságot nyert, 1906-ban a Molsey-regattán két hajóhosszal megverte az Európa legjobbjának elismert Fitzgeraldot. 1912-ben a stockholmi olimpiai játékokon a magyar evezős-nyolcas tagja volt. Megnyerte Bécsben a Silberer Viktor által kitűzött aranyérmet is, és a hozzá tartozó művészi kivitelű vándordíjat a Duna-bajnokság skiff versenyében, maga mögött hagyván a többek közt a Duna bajnokságának versenyében addig háromszori győztes Höllert Vilmost, a "Donauhort" bécsi egylet sikeres tagját és Nagy Emanuelt, aki az az évi bécsi tavaszi regattán, a skiff-verseny győztese volt.
Az első világháborúban, mint Egyes-honvédhuszár vonult be, ahol többször megsebesült - egyebek mellett a galíciai csatában - majd hazatérve és sebesüléseiből felépülve, visszavonult a versenyzéstől. Egyébként amikor a monarchia csapatai 1917-ben visszafoglalták a volt galíciai hadszíntereket, egy katonai küldöttség felkereste Gorodok melletti csatamezőt. A civilben festőművész és grafikus Manno Miltiades már mint huszár százados több képet készített a tragikusan végződött ütközet helyszínéről. Ugyancsak Manno terve alapján mintázta később Nemes György azt a lovasrohamot ábrázoló, bronzból öntött emléktáblát amelyet végül is a Kerepesi úti huszárlaktanya bejáratánál helyeztek el. A sport-becenevén szólított Milti, a karikatúra világában, mint Manno szignálta rajzait. Magát a képzőművészet különböző tudnivalóit, 1905-től Münchenben a Képzőművészeti Akadémián sajátította el. Alkotásainak leggyakoribb témája a sport.

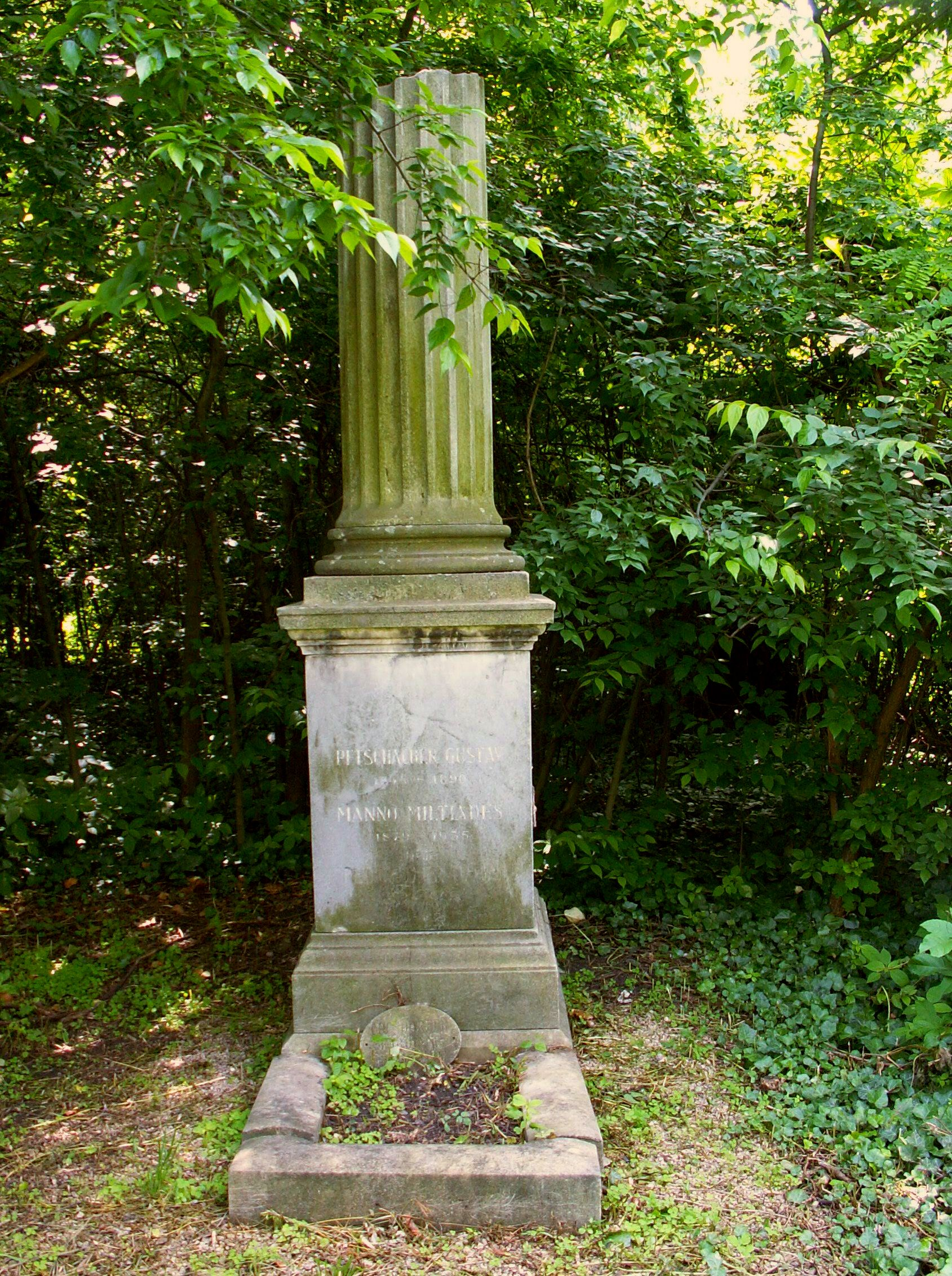
Sírja a Fiumei úti sírkertben (46-2-28), 2006-ban

1928-ban Manno Miltiades megtervezte az úgynevezett turulmadaras jelvényt, a Ferencvárosi Torna Club labdarúgó-szakosztályának hivatalos jelvényét. A turulmadár (egyes vélekedések szerint sas) a karmai között tart egy futball labdát, és egy pajzs alakú Ferencváros feliratú zöld-fehér csíkokkal ellátott címert. Ez a futball szakosztály külön címere, természetesen az eredeti kör alakú egyesületi címer használatával egyetemben. A jelvény a mai napig élő címere az FTC-nek, a szurkolók körében rendkívüli népszerűségnek örvend.
Milti markáns vonású, mosolygós szemű, sportos megjelenésű valaki volt, aki mindenkivel tréfált, és gyermekesen ártatlan, őszinte, ugyanakkor örökké víg kedélyű volt lénye. Karikatúrái karakteresek, kedvesek, és tréfásan vidámak. Hosszú évtizedeken keresztül dolgozott a Magyarság lapszerkesztőségében, ha végigment a szerkesztőségi szobákon üde nevetés húzódott végig a nyomában. Kérdezgették gyakran, hogy miért nem megy Amerikába, ott biztosan százezreket kereshetne dollárban rajzaival.
„– Mit csinálnék vele? …Egy jó kis borocska, néhány cigaretta, egy-két pihenőnap Nyergesújfalun (ott volt kúriája) éppen elég nekem… és itt mindenki szeret!”
És csakugyan mindenki szerette, még az is akiket kifigurázott, azok talán még jobban.
A kommün bukását követően a Tanácskormányzás visszásságait bemutató, szókimondó plakátjai, rajzai miatt a szocialista érában, mint afféle horthysta polgári művész lett elkönyvelve, munkásságáról alig-alig jelent meg méltató cikk, személye pedig idővel – méltánytalanul – feledésbe merült.
Utolsó nagy sikerét 1932-ben a Los Angeles-i olimpia szellemi versenyén szerezte meg (a művészeti versenyek kategóriájában) alkotását a szobrászati művek között ezüstéremmel jutalmazták.
Sírja a Fiumei úti sírkertben található (46-2-28), feleségével és apósával, Petschacher Gusztávval együtt nyugszik. A védett sírt 2022-ben újíttatták fel számtalan sportszövetség, a Görög Intézet, múzeumok, Újpest Önkormányzata, valamint a Nemzeti Örökség Intézete összefogásával.

## Galéria

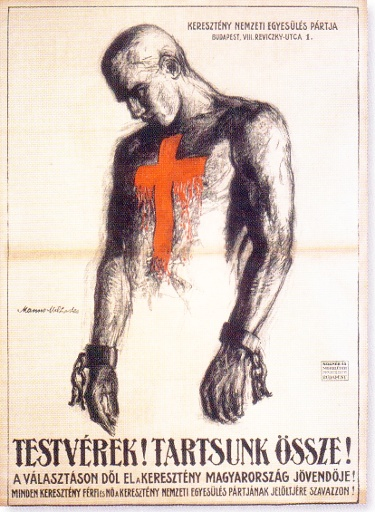
A Keresztény Nemzeti Egyesülés Pártja választási plakátja, 1920
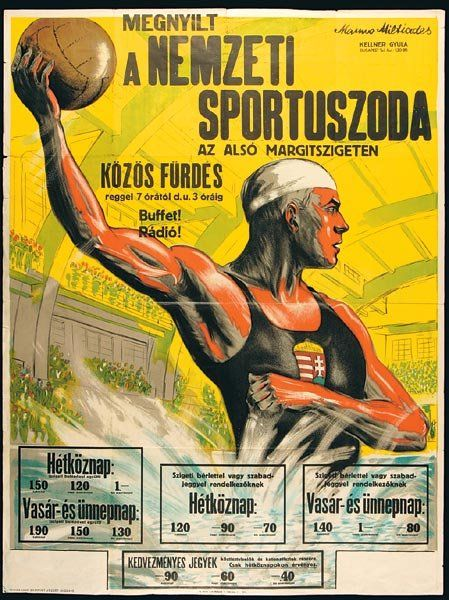
Plakátja 1930-ból
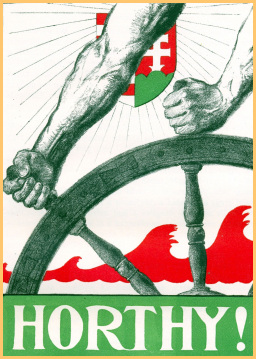
Horthy Miklóst népszerűsítő Manno Miltiades plakát
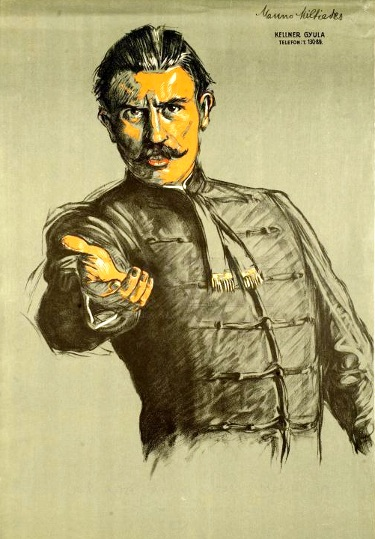
Plakátja 1935-ből
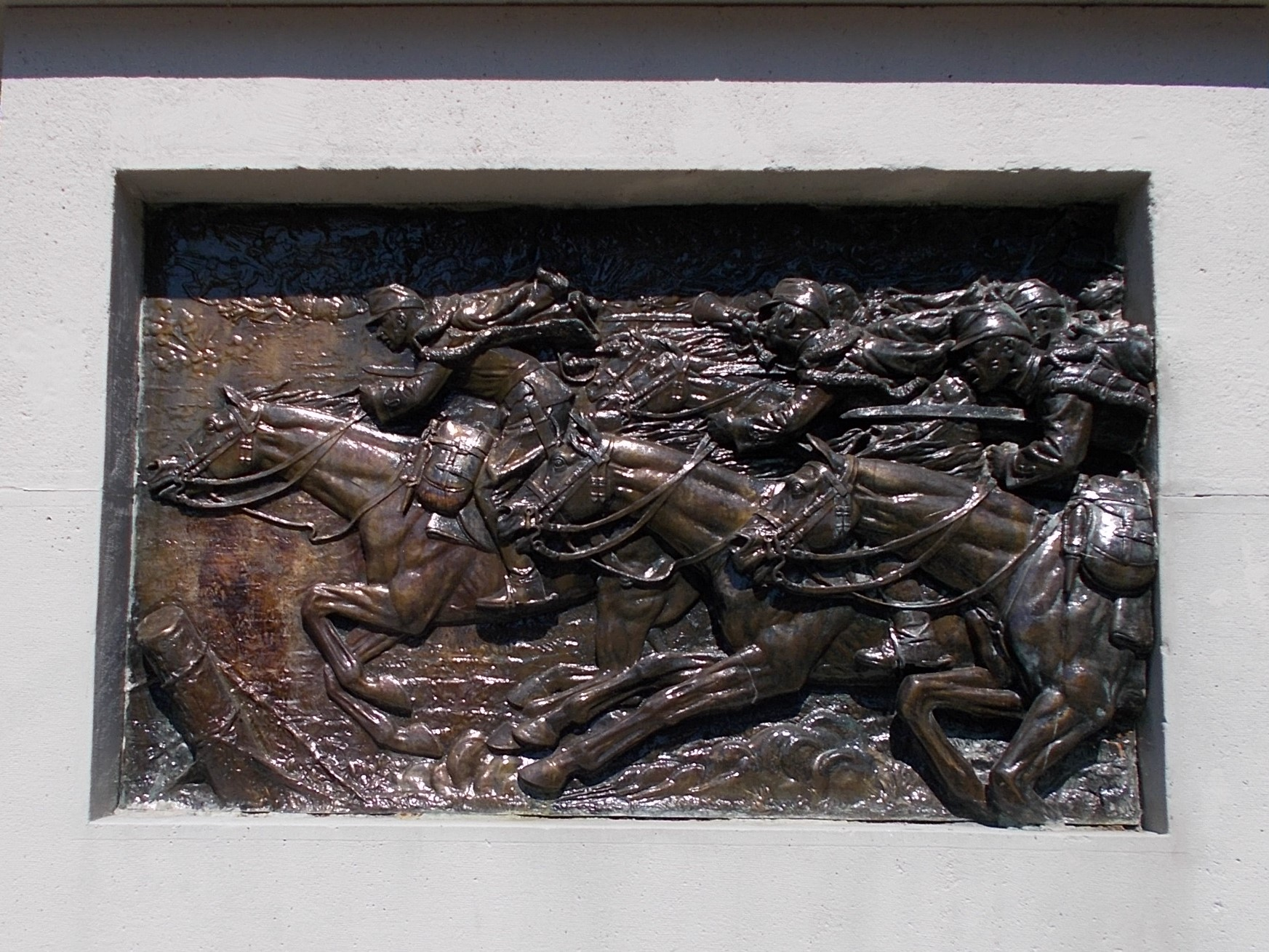
A M. Kir. Pápai 7. Honvéd Huszárezred emlékműve Pápán
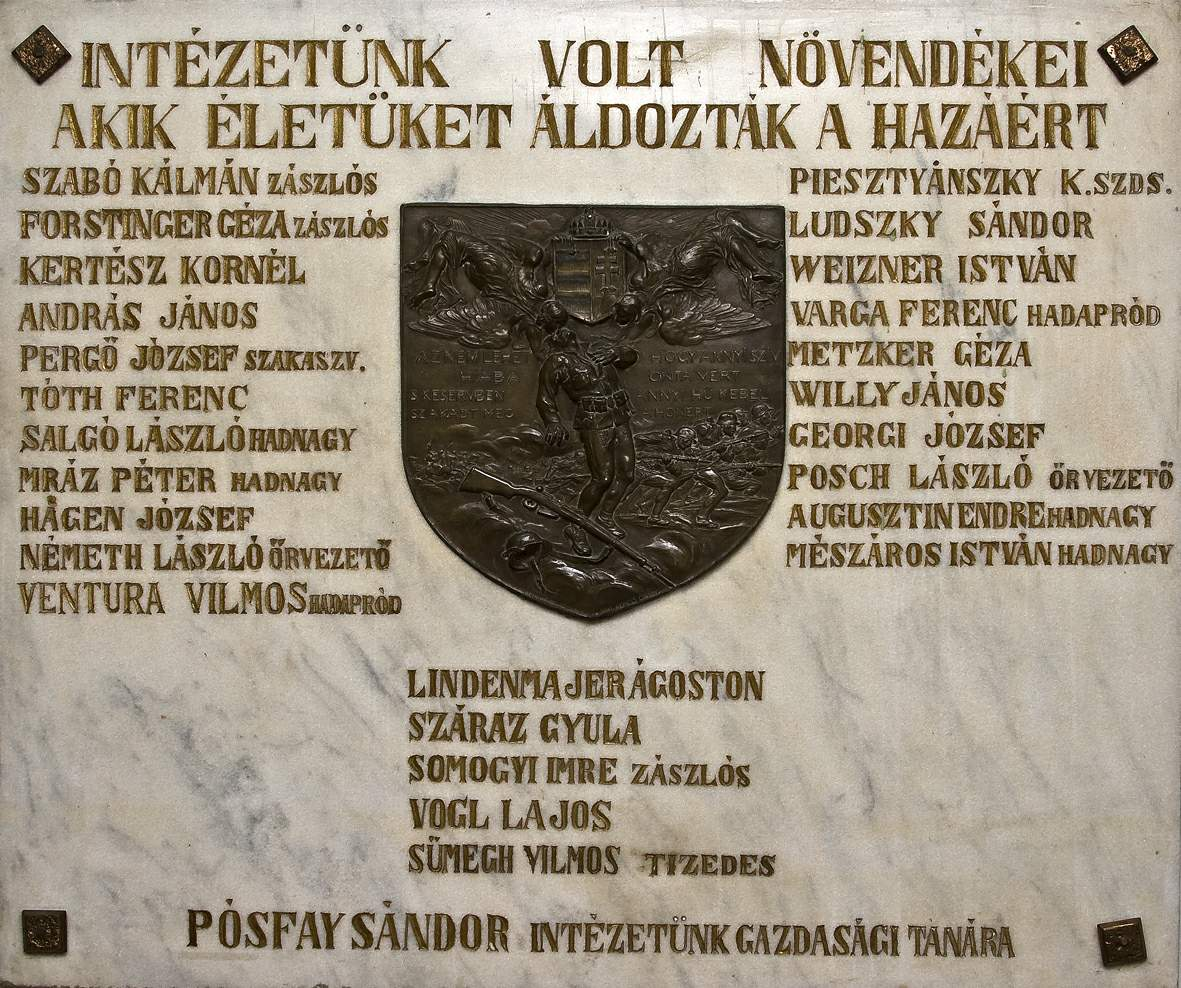
Az esztergomi Tanítóképző Intézet hősi halottjainak emléktábláján található dombormű

## Statisztika

### Mérkőzései a válogatottban
| Magyarország | Magyarország      | Magyarország               | Magyarország | Magyarország | Magyarország     | Magyarország | Magyarország | Magyarország |
| #            | Dátum             | Helyszín                   | Hazai        | Eredmény     | Vendég           | Kiírás       | Gólok        | Esemény      |
| ------------ | ----------------- | -------------------------- | ------------ | ------------ | ---------------- | ------------ | ------------ | ------------ |
|              | 1901. április 11. | Budapest, Millenáris-pálya | Magyarország | 0 – 4        | Richmond AFC     | barátságos   | -            |              |
|              | 1901. április 12. | Budapest, Millenáris-pálya | Magyarország | 1 – 5        | Surrey Wanderers | barátságos   | -            |              |
|              | Összesen          |                            |              | 0            | mérkőzés         |              | 0            | gól          |